# Ludwig Renner
Ludwig Renner (* 15. September 1884; † 1962) war ein deutscher Lehrer.

## Werdegang
Renner war von 1920 bis zu seiner Versetzung in den Ruhestand im Jahr 1950 Studienprofessor am Humanistischen Gymnasium in Landshut. Er hatte als Lehrer und Erzieher großes Ansehen. Nach Ende des Zweiten Weltkriegs wurde er – im Gegensatz zu seinen Kollegen – von der Spruchkammer Landshut als „Entlasteter“ eingestuft. Er stellte sich als stellvertretender Bürgermeister der Stadt Landshut zur Verfügung und trug in diesem Amt maßgeblich zur Wiederbelebung der Wirtschaft bei.
Ab Oktober 1946 war er erster Vorsitzender eines Arbeitsausschusses zur Neugründung der Volkshochschule. Er war außerdem für den Historischen Verein Landshut tätig.

## Ehrungen
- 1956: Verdienstkreuz am Bande der Bundesrepublik Deutschland
- Benennung des Professor-Ludwig-Renner-Wegs in Landshut